# Anthostomella limitata
Anthostomella limitata är en svampart som beskrevs av Sacc. 1875. Anthostomella limitata ingår i släktet Anthostomella och familjen kolkärnsvampar.  Arten är reproducerande i Sverige. Inga underarter finns listade i Catalogue of Life.